# SWAY
SWAY(1986년 7월 16일 ~)는 대한민국의 작곡가다. 2009년부터 작곡 활동을 했으며, 2017년 EP 앨범 [Return]으로 가수로도 데뷔했다.

## 학력
- 유신고등학교
- 서울예술대학 실용음악과

## 방송
- 제1회 CTS 가스펠 경연대회 (2018) - CTS PD상

## 음반
- Return (2017)
- 리얼 크리스마스 (2017)
- For Issac (2022)
- 그대는 봄이야 (2023)
- ROADSIGN 'DAY' #1 넘넘넘 (2023)
- ROADSIGN 'DAY' #2 괜찮아 괜찮아 (2023)